# فرودگاه جزیده مری لویز
فرودگاه جزیده مری لویز (به انگلیسی: Marie Louise Island Airport) یک فرودگاه خصوصی است که یک باند فرود بتن دارد و طول باند آن ۵۴۰ متر است. این فرودگاه در کشور سیشل قرار دارد و در ارتفاع ۳ متری از سطح دریا واقع شده‌است.